# 챔피언스트로피 (하키)
챔피언스트로피 하키(영어: Hockey Champions Trophy)는 국제 하키 연맹에서 주최하는 가장 권위있는 대회로 1980년부터 매년 개최되고 있다. 이 대회는 파키스탄의 공군 중장인 누르 칸이 설립했으며 정상권 국가가 리그전 형식으로 출전한다. 파키스탄 하키 협회에서 이 대회를 열기 시작했으며 남자 대회는 1978년부터 시작했으며 여자 대회는 1987년부터 시작되었다.
이 대회는 1980년부터 1년마다 개최하게 되었다. 오스트레일리아가 11번 우승을 차지했으며 독일(서독 포함)이 9번 우승을 차지했다. 네덜란드는 8번 우승을 했다. 파키스탄은 아시아에서 우승을 차지한 유일한 국가이다.
첫 대회에는 5팀이 이 대회에 출전했으며 현재는 세계랭킹 상위 6개팀이 출전한다. 올림픽이나 월드컵이 열린 다음 해에는 6팀에 개최국, 전 대회 우승자, 세계 선수건대회 우승자, 가장 최근에 열린 월드컵이나 올림픽에서 가장 높은 랭킹을 참가한 국가가 포함된다.
최하위를 차지한 팀은 2001년에 시작된 이른바 B-국가를 위한 대회로 불리는 챔피언스챌런지로 강등된다.

## 같이 보기
- 하키 월드컵
- 여자 하키 월드컵